# Шон Сагар
Шон Сагар (енгл. Sean Sagar; Лондон, 20. фебруар 1990) британски је филмски, позоришни и телевизијски глумац.
Сагар је најпознатији по улози посебног агента Дешона Џексона у серији Морнарички истражитељи: Сиднеј.